# Peter Zoller
Peter Zoller (* 16. září 1952) je rakouský teoretický fyzik. Vyučuje na Univerzitě v Innsbrucku.  Pracuje v oblasti kvantové optiky a kvantové teorie informace. Nejvíce je znám jeho výzkum v oblasti kvantového počítání a kvantové komunikace.

## Život
Zoller vystudoval fyziku na univerzitě v Innsbrucku, kde získal v roce 1977 doktorát. Poté se stal odborným asistentem na ústavu teoretické fyziky. V roce 1978 mu bylo uděleno stipendium a tak odjel na Univerzitu Jižní Kalifornie, kde byl do roku 1979. Rok 1980 strávil v Aucklandu na Novém Zélandu. Roku 1981 se stal profesorem. Roky 1981/1982 a 1988 strávil na University of Colorado at Boulder, v roce 1986 byl na Univerzitě Paříž XI jako hostující profesor. V roce 1991 byl jmenován profesorem fyziky na univerzitě v Boulderu. Roku 1994 přijal místo na univerzitě v Innsbrucku, kde působí i v roce 2016. Mezi roky 1995 a 1999 byl ředitelem ústavu teoretické fyziky, v letech 2001 až 2004 byl proděkanem. Jako hostující profesor přednášel na Harvardově univerzitě, univerzitě v Leidenu nebo na Kalifornském technologickém institutu. Od roku 2003 byl Zoller ředitelem ústavu pro kvantovou optiku a kvantové informace Rakouské akademie věd. 

## Výzkum
Zoller napsal výzkumné práce o interakci atomů s laserovým světlem. Významně přispěl k rozvoji kvantové optiky. Podařilo se mu propojit kvantovou informační teorii a fyziku pevných látek, když v roce 1995 navrhli spolu s Ignacio Ciracem model kvantového počítače založený na interakci studených iontů s laserovým světlem v elektromagnetickém poli.  Principy této myšlenky byly otestovány na počátku 21. století a celý přístup je považován za jeden z nejslibnějších konceptů vývoje kvantových počítačů. Zoller propojil také kvantovou fyziku a fyziku pevných látek, když navrhl vybudovat simulátor s chladnými atomy a využít ho k výzkumu dosud nevysvětlených jevů u vysokoteplotních supravodičů. Zollerovy myšlenky přitahují hodně pozornosti a jsou hojně citované.

## Ocenění
V roce 2005 získal Medaili Maxe Plancka, roku 2013 Wolfovu cenu za fyziku. Je členem Národní akademie věd Spojených států amerických, Německé akademie věd Leopoldina, dále také členem Španělské akademie věd a Královské Nizozemské akademie věd.